# Bobsleje na Zimowych Igrzyskach Olimpijskich 2010
Bobsleje na Zimowych Igrzyskach Olimpijskich 2010 odbyły się w dniach 21 – 27 lutego 2010 roku.
Zawodnicy i zawodniczki walczyli w dwójkach mężczyzn, czwórkach mężczyzn i w dwójkach kobiet. Bobsleiści walczyli o medale ZIO 2010 po raz 20. Łącznie rozdane zostały trzy komplety medali. Zawody odbywały się w Whistler, położonym około 125 km na północ od Vancouver, miasta-organizatora ZIO 2010.

## Terminarz
| Data           | Godzina                 | Miejscowość | Konkurencja            | Złoto                            | Srebro                            | Brąz                                |
| -------------- | ----------------------- | ----------- | ---------------------- | -------------------------------- | --------------------------------- | ----------------------------------- |
| 21 lutego 2010 | 13:30 UTC-9 / 22:30 CET | Whistler    | Ślizg dwójek mężczyzn  | André Lange, Kevin Kuske         | Thomas Florschütz, Richard Adjei  | Aleksandr Zubkow, Aleksiej Wojewoda |
| 24 lutego 2010 | 17:00 UTC-9 / 02:00 CET | Whistler    | Ślizg dwójek kobiet    | Kaillie Humphries, Heather Moyse | Helen Upperton, Shelley-Ann Brown | Erin Pac, Elana Meyers              |
| 27 lutego 2010 | 13:00 UTC-9 / 22:00 CET | Whistler    | Ślizg czwórek mężczyzn | Stany Zjednoczone                | Niemcy                            | Kanada                              |

## Wyniki

### Ślizg dwójek mężczyzn
| Pozycja | Zawodnik                               | Narodowość        | Czas    | Strata |
| ------- | -------------------------------------- | ----------------- | ------- | ------ |
|         | André Lange, Kevin Kuske               | Niemcy            | 3:26.65 |        |
|         | Thomas Florschütz, Richard Adjei       | Niemcy            | 3:26.87 | +0.22  |
|         | Aleksandr Zubkow, Aleksiej Wojewoda    | Rosja             | 3:27.51 | +0.86  |
| 4.      | Ivo Rüegg, Cédric Grand                | Szwajcaria        | 3:27.85 | +1.20  |
| 5.      | Pierre Lueders, Jesse Lumsden          | Kanada            | 3:27.87 | +1.22  |
| 6.      | Steven Holcomb, Curtis Tomasevicz      | Stany Zjednoczone | 3:27.94 | +1.29  |
| 7.      | Dmitrij Abramowicz, Siergiej Prudnikow | Rosja             | 3:28.46 | +1.81  |
| 8.      | Edgars Maskalāns, Daumants Dreiškens   | Łotwa             | 3:29.08 | +2.43  |
| 9.      | Karl Angerer, Gregor Bermbach          | Niemcy            | 3:29.29 | +2.64  |
| 10.     | John Napier, Steven Langton            | Stany Zjednoczone | 3:29.40 | +2.75  |

### Ślizg czwórek mężczyzn
| Pozycja | Zawodnik                                                                       | Narodowość        | Czas    | Strata |
| ------- | ------------------------------------------------------------------------------ | ----------------- | ------- | ------ |
|         | Steven Holcomb, Steve Mesler, Curtis Tomasevicz, Justin Olsen                  | Stany Zjednoczone | 3:24.46 |        |
|         | André Lange, Kevin Kuske, Alexander Rödiger, Martin Putze                      | Niemcy            | 3:24.84 | +0.38  |
|         | Lyndon Rush, David Bissett, Lascelles Oneil Brown, Chris le Bihan              | Kanada            | 3:24.85 | +0.39  |
| 4.      | Thomas Florschütz, Ronny Listner, Andreas Barucha, Richard Adjei               | Niemcy            | 3:25.58 | +1.12  |
| 5.      | Pierre Lueders, Justin Kripps, Neville Wright, Jesse Lumsden                   | Kanada            | 3:25.60 | +1.14  |
| 6.      | Ivo Rüegg, Thomas Lamparter, Cédric Grand, Beat Hefti                          | Szwajcaria        | 3:25.71 | +1.25  |
| 7.      | Karl Angerer, Andreas Bredau, Alex Mann, Gregor Bermbach                       | Niemcy            | 3:26.06 | +1.60  |
| 8.      | Jewgienij Popow, Aleksiej Kiriejew, Dienis Moisiejczenkow, Andriej Jurkow      | Rosja             | 3:26.13 | +1.67  |
| =9.     | Dmitrij Abramowicz, Roman Oriesznikow, Siergiej Prudnikow, Dmitrij Stiopuszkin | Rosja             | 3:26.25 | +1.79  |
| =9.     | Simone Bertazzo, Danilo Santarsiero, Samuele Romanini, Mirko Turri             | Włochy            | 3:26.25 | +1.79  |

### Ślizg dwójek kobiet
| Pozycja | Zawodnik                                | Narodowość        | Czas    | Strata |
| ------- | --------------------------------------- | ----------------- | ------- | ------ |
|         | Kaillie Humphries, Heather Moyse        | Kanada            | 3:32.28 |        |
|         | Helen Upperton, Shelley-Ann Brown       | Kanada            | 3:33.13 | +0.85  |
|         | Erin Pac, Elana Meyers                  | Stany Zjednoczone | 3:33.40 | +1.12  |
| 4.      | Sandra Kiriasis, Christin Senkel        | Niemcy            | 3:33.81 | +1.53  |
| 5.      | Bree Schaaf, Emily Azevedo              | Stany Zjednoczone | 3:34.05 | +1.77  |
| 6.      | Shauna Rohbock, Michelle Rzepka         | Stany Zjednoczone | 3:34.06 | +1.78  |
| 7.      | Claudia Schramm, Janine Tischer         | Niemcy            | 3:34.68 | +2.40  |
| 8.      | Esme Kamphuis, Tine Veenstra            | Holandia          | 3:35.14 | +2.86  |
| 9.      | Anastasija Skułkina, Julija Timofiejewa | Rosja             | 3:35.93 | +3.65  |
| 10.     | Fabienne Meyer, Hanne Schenk            | Szwajcaria        | 3:36.13 | +3.85  |

## Klasyfikacja medalowa
| Miejsce | Państwo           |   |   |   | Razem |
| ------- | ----------------- | - | - | - | ----- |
| 1.      | Niemcy            | 1 | 2 | 0 | 3     |
| 2.      | Kanada            | 1 | 1 | 1 | 3     |
| 3.      | Stany Zjednoczone | 1 | 0 | 1 | 2     |
| 4.      | Rosja             | 0 | 0 | 1 | 1     |